# Домбровський Олександр Михайлович
Домбровський Олександр Михайлович (8 вересня 1914, Львів — 18 січня 2014, Нью-Йорк) — український науковець-літературознавець, історик, письменник, поет. Дійсний член Наукового товариства імені Шевченка, Української вільної академії наук у США.

## Життєпис
Народився у Львові. Закінчив Львівську академічну гімназію. Студіював історію та германістику в Львівському університеті (1934—1938). 1939 року отримав диплом магістра філософії з історії, був старшим асистентом-волюнтарієм Львівського університету, пізніше — старшим асистентом на кафедрі історії. На початку гітлерівської окупації Львова в роки Другої світової війни працював у міському архіві Львова як провідний бібліотекар. 1943 року в Празі (Чехія) в Українському вільному університеті отримав ступінь доктора філософії з історії. Був членом Українського історично-філологічного товариства. 1944—1949 перебував у Майнц-Кастелі (Німеччина), де викладав у гімназії, з травня 1949 року проживав у США, працював у Квінс-коледжі і Сент-Джон університеті в Нью-Йорку.
В УВАН очолював секцію античної історії зі спеціальним вивчення ранньої історії України, секретар Комісії дослідів історії українсько-жидівських взаємовідносин. Тривалий час був членом управи УВАН. Дійсний член і генеральний секретар Українського історичного товариства, член редколегії журналу «Український історик».

## Творчість
Домбровський був автором більш як 300 праць із ранньої історії України, історіографії, античної культури, історії церкви тощо, друкованих у численних виданнях різними мовами («Annals» УВАН, «Записки Наукового товариства імені Шевченка», «Analesta OSBM», «Український історик» та ін.). Серед праць найважливішими є монографія «Нарис історії українського євангельсько-реформованого руху» (Нью-Йорк, 1970) та збірник «Студії з ранньої історії України» (Львів–Нью-Йорк, 1998).

### Праці
- «Відношення Івана Франка до проблеми античної історії» // Записки НТШ, 1957. — Т. 166;
- «До історії Міського Архіву Львова» // Київ. — Філадельфія 1961. — № 3;
- «Вплив ранньої грецької духовності на розвиток поняття античної України» // Записки НТШ, 1962. — Т. 169;
- «Антична тематика в поетичній творчості Шевченка» // Записки НТШ, Т. 176;
- «До проблеми фольклору Геродотової Скитії» // Записки НТШ, 1963. — Т. 177;
- «Поема „Мойсей“ у світлі біблійної символіки» // Записки НТШ, 1967. — Т. 182;
- «До історії української науки під час Другої Світової війни» // Український історик, 1975. — № 1–2;
- «Нарис історії Українського Євангельсько-Реформованого Руху». — Нью-Йорк-Торонто 1979;
- «Нові горизонти й контроверсії на сучасному етапі дослідів над історією Руси-України» // Вісник Організації оборони чотирьох свобод України. — Нью-Йорк 1990. — № 2;
- «Традиції школи М. Грушевського у Львівському НТШ в 30-х роках» // Михайло Грушевський і Львівська історична школа. — Нью-Йорк-Львів 1995;
- «Студії з ранньої історії України». Збірник праць. — Львів-Нью-Йорк 1998;
- «Імовірні ранні етапи християнізації Руси-України» // Літературознавчі та історичні студії: Матеріали конференції. — Львів 2002.

### З поетичного доробку
- Поетична збірка «На порозі другого тисячоліття», Дрогобич: Відродження, 1999.
- Поетична збірка «Ти був зі мною», 2000.
- Поетична збірка «Окрушини», 2002.
- Поетична збірка «Лебедина пісня», 2009.